# 恋は闇
『恋は闇』（こいはやみ）は、2025年4月16日から6月18日まで、日本テレビ系「水曜ドラマ」枠にて放送されたテレビドラマ。主演は志尊淳と岸井ゆきの。

## あらすじ
都内で発生した女性3人がメッタ刺しにされる連続殺人事件。上場企業に勤める女性会社員ばかりが自宅室内で刃物で全身をメッタ刺しにされて惨殺され、1月1日、2月2日、3月3日、4月4日とゾロ目の日に発生し、左目には青、右目にはオレンジのカラーコンタクトレンズが入れられていたことから古代エジプトの神になぞらえて「ホルスの目殺人事件」と呼ばれていた。
情報番組『モーニング・フラッシュ』のディレクター・筒井万琴はその取材を進める中で、週刊誌のフリーライターの設楽浩暉と出会う。浩暉は警察にも知られており、「ホルスの目殺人事件」の名付け親でもある名物記者であった。
浩暉のスクープのためならば手段を選ばないやり方に万琴は反発するが、彼のジャーナリストとしての信念に触れたことで、心を開き始める。

## キャスト

### 主要人物
設楽浩暉（したら ひろき）〈30〉
演 - 志尊淳（7歳時：笹木碧人、12歳時：高木波瑠）
週刊誌『週刊新流』のフリーライター。「ホルスの目殺人事件」の名付け親で警察にも知られている存在。

筒井万琴（つつい まこと）〈30〉
演 - 岸井ゆきの（幼少期：英茉）
テレビ局の情報番組『モーニング・フラッシュ』のディレクター。高校3年のころに向葵がストーカーに刺された際にマスコミに病院で囲まれた経験があり、マスコミが怖くなったが、報道によって情報が集まりその犯人が逮捕されたことで、被害者の味方でいられる報道記者になろうとしたという。

### 警視庁
小峰正聖（こみね まさきよ）〈30〉
演 - 白洲迅
捜査一課の刑事。万琴や向葵と高校からの友人。万琴に対して高校時代から好意を抱いている。

近藤尚人、飯田孝志
演 - 大村わたる、米本来輝
「ホルスの目殺人事件」捜査本部の刑事。

刑事部長
演 - 白畑真逸
「ホルスの目殺人事件」捜査本部の指揮を執る。

一課長
演 - 中村公隆
「ホルスの目殺人事件」捜査本部。

松岡慧（まつおか けい）〈38〉
演 - 浜野謙太
麻布東警察署の鑑識課員。殺人現場マニア。副総監の甥で、異常に血液に執着しているが、自身が起こした不祥事を叔父にもみ消してもらっている。立川市女性弁護士刺殺事件でも鑑識担当であった。

大和田夏代（おおわだ かよ）〈48〉
演 - 猫背椿
刑事。警部補。正聖のバディ。
「ホルスの目殺人事件」の被害者の共通点を突き止め、犯人は貫路ではないことに気付き、調査を進めていくも、唯月によって殺され、東京中央病院の敷地内で他殺体となって発見される。

### モーニング・フラッシュ
「JBCテレビ」の情報番組。
木下晴道（きのした はるみち）〈24〉
演 - 小林虎之介
万琴の後輩で新人ディレクター。

進藤荒太（しんどう あらた）〈43〉
演 - 竹森千人
放送作家。

児嶋一哉（こじま かずや）〈52〉
演 - 本人
番組MC。

田中彩音
演 - 蒼井陽奈

武藤穂乃果
演 - 宮坂千秋

黒田みゆ
演 - 黒田みゆ（日本テレビアナウンサー）
番組進行役のJBCテレビアナウンサー。

臼井啓二（うすい けいじ）〈62〉
演 - おかやまはじめ
ベテランカメラマン。

蔵前沙樹（くらまえ さき）〈49〉
演 - 西田尚美
プロデューサー。2児の母で、元報道局社会部エース記者。

野田昇太郎（のだ しょうたろう）〈55〉
演 - 田中哲司
総合演出。
貫路とは彼が10年前に逮捕されて判決を受けてからの仲であり、彼が冤罪であることも知っていた。

### 週刊新流
「文和社」の週刊誌編集部。
尾高多江子（おだか たえこ）〈50〉
演 - 山本未來
編集長。

### 設楽家
設楽みくる（したら みくる）〈27〉
演 - 齋藤飛鳥（第1話・第5話 - 最終回、4歳時：石原朱馬、9歳時：髙木悠叶）
浩暉の部屋に住む謎の女性。実は貫路とその愛人の杏子との間に生まれた浩暉の異母妹で、4歳の時に杏子がお金に困ったことで久美子に預けられ、久美子や浩暉とともに暮らすこととなったが、久美子からその存在を疎まれてネグレクトを続けられていたため、中学卒業後に浩暉とともに実家を出て現在まで2人で暮らしていた（第7話）。
国の指定難病である再生不良性貧血に冒されていたものの、杏子が出生届を出さず、久美子が認めなかったことから無戸籍であったため、1千万円かかる骨髄移植を必要としていたが、輸血で必要な毎月10万円以上かかる高額の治療費を実費で払う代わりに、浩暉が手に入れた血液製剤を毎週輸血してもらっていた。だが、お金が足らなくなったことで久美子に戸籍と治療費のことを頼みに行ったものの、久美子が襲い掛かったため、もみ合いになった際に彼女の腹部を刺していた。

設楽貫路（したら かんじ）〈53〉
演 - 萩原聖人
正体不明の男。のちに実は浩暉とみくるの父で、10年前、妻の久美子を「ホルスの目殺人事件」に酷似した形で刺殺した犯人として逮捕されていたとわかる。懲役10年の実刑判決を受け、昨年12月に府中南刑務所を仮出所していたが、その後の足取りは不明で、自身の出所後に「ホルスの目殺人事件」が発生していることから再犯の可能性があるものとして見られていた。
久美子を殺害した浩暉への罪滅ぼしのためその罪を被り、「ホルスの目殺人事件」でも浩暉の代わりに自分が捕まるつもりで怪しい行動をとっていた。

設楽久美子（したら くみこ）〈享年43〉
演 - 紺野まひる（第2話・第7話 - 最終回）
浩暉の回想に出てくる謎の女性。のちに浩暉の母であるエリート弁護士で、10年前の平成27年11月に起きた「ホルスの目殺人事件」に酷似した立川市女性弁護士刺殺事件で惨殺された被害者だとわかる。遺体の第一発見者は息子の浩暉であり、当初は被疑者は浩暉とされていたが、逮捕されたのは貫路であった。C型肝炎ウイルスのキャリア。

### その他
内海向葵（うつみ あおい）〈30〉
演 - 森田望智
東京中央病院勤務の看護師。万琴の高校からの親友で、明るく前向きな性格。正聖のことを高校生のころから好きである。高校3年の時に帰り道でストーカーに刺されて重傷を負った過去を持つため、見知らぬ男性に対して恐怖心を持っている。

夏八木唯月（なつやぎ いつき）〈24〉
演 - 望月歩
夏代がいつも利用しているフードデリバリー「ミールミート」の配達員。
「ホルスの目殺人事件」の5件目の犯行現場付近の喫茶店の防犯カメラに黒いレインコートを着た姿が映っていたが、犯行時刻には配達をしていたアリバイがあり、犯人が履いていたスニーカーとは別のものを履いていたことから、その疑いが晴れる。
10年前の立川市女性弁護士刺殺事件では、よつばスーパー立川店に勤めていた母親が久美子に暴言を吐かれたことで殺意が芽生え、みくるが殺害したように見せかけて殺害していた。その後、設楽邸を訪れた浩暉にチームを組むことを提案し、被害者女性からみくるの輸血に必要な血液を採血させた後に殺害していた。
浩暉がよつばスーパー立川店の跡地での7件目の犯行を予告し、万琴が現れた後にその姿を見せ、自分が浩暉と手を組んで「ホルスの目殺人事件」を始めとした事件を起こしていたことを明かし、2人を殺そうとするが、駆けつけた正聖によって殺人未遂で現行犯逮捕される。1年後、死刑判決が下される。

三橋拓実（みはし たくみ）〈30〉
演 - 名村辰
万琴の同期で、報道局社会部記者。

新田透子（にった とうこ）〈33〉
演 - 小林涼子（第5話・第7話・第9話）
向葵の職場である東京中央病院の先輩看護師。浩暉の元恋人。
10年以上前に病院で警備員のアルバイトをしていた浩暉と付き合っており、彼に自宅で採血の練習を手伝ってもらっていたが、逆に彼の練習に付き合わされて何度も血を抜かれたという。その後、浩暉が病院で警備のアルバイトをしていた時に血液製剤を盗んで自分に輸血していた可能性があったことを万琴に話す。

### ゲスト

#### 第1話
花邑百合子（はなむら ゆりこ）〈享年27〉
演 - 西野実見（第2話）
「ホルスの目殺人事件」の4人目の被害者。外資系金融機関「ネクサスフィナンシャル・ジャパンHD」勤務。4月4日、両親が海外旅行中に実家で殺害される。

花邑慶太（はなむら けいた）
演 - 唐木俊輔（第2話・最終回）
百合子の弟。会社員。

同僚
演 - 周本絵梨香
百合子の会社の同僚。

キャバ嬢
演 - 中﨑絵梨奈
百合子が大学時代に働いていた六本木のキャバクラ「シュシュ」の同僚。

同級生
演 - 菅野恵
百合子の小学校の同級生。

近隣住民
演 - 角南範子、宮下泰幸
百合子宅の近隣住民。

トレーナー
演 - 千葉誠太郎
百合子が通っていたジムのトレーナー。

記者
演 - 園田裕樹（第2話）、上村愛香、越川みつお（第2話）
慶太を取り囲んで質問を浴びせる記者。

記者
演 - 林諒一、大寺亜矢子、高田健一、かんた
向葵がストーカーに刺された後、病院から出て来た高校生の万琴に詰め寄る記者。

生徒
演 - 朝日ななみ、中野深咲、春陽エマ
百合子が通っていた料理教室の生徒。

ナレーション
声 - 川原慶久（第1話・第3話）
テレビ局の情報番組『モーニング・フラッシュ』のナレーション。

池内七奈美（いけうち ななみ）〈享年29〉
演 - いいづかともよ
「ホルスの目殺人事件」の1人目の被害者。製薬会社研究所勤務。1月1日、小金井市の自宅で夫の大穀が帰省中に殺害される。

#### 第2話
花邑亨（はなむら とおる）、花邑文絵（はなむら ふみえ）
演 - 遠山俊也（第5話・最終回）、山下容莉枝（第5話・最終回）
百合子と慶太の両親。事件当日は百合子からのプレゼントの海外旅行で留守にしていた。顔出しで万琴らの取材を受けることを承諾する。だが、本番直前で飛び込んできた芸能スクープとの兼ね合いからインタビューの放送はお蔵入りとなり、後日放送することも拒否した。
その後、万琴の放送を見たことで彼女に電話をかけ、浩暉からも手紙を送られていたことで、お蔵入りとなったインタビューの使用を許諾する。

中畑一葉の父
演 - 森下じんせい
「ホルスの目殺人事件」の2人目の被害者・中畑一葉（なかはた かずは）〈享年29〉の父。浩暉が一葉が過去にキャバクラで働いていた記事を出したことで、マスコミからの取材を拒否していたが、一葉と歳の近い万琴に取材を申し込まれて、少しなら、と承諾する。

笹本（ささもと）
演 - 藏内秀樹
飼い犬のルークが半年前の散歩中にバイクで轢き逃げされたことを『モーニング・フラッシュ』で取り上げて欲しい、と「JBCテレビ」の受付で懇願する老人。

記者
演 - 平野沙羅
浩暉と顔馴染みの「ハルテレビジョン」記者。

斎藤隆夫（さいとう たかお）
演 - 田中達也
事件現場付近の自動販売機のカメラに映っていた「らくらくお掃除パンダ」の車に乗っていた作業員。ドライブレコーダーの映像を見たい、と夏代と正聖に言われる。

アナウンサー
演 - 後呂有紗（日本テレビアナウンサー）
花邑百合子殺害事件の続報を報じる「JNBニュース」アナウンサー。

#### 第3話
杉元（すぎもと）
演 - 中野周平（蛙亭）
5件目の犯行現場と目される牛込柳町界隈を警戒する浩暉たちに声をかける近隣住民。一昨日不審な男を動画で撮影した、と語るが、万琴から謝礼が出ないとわかると帰ろうとするも、浩暉によって謝礼を渡され、動画を渡す。その動画には貫路が映っていた。

武田勇吾
演 - てっぺい右利き（第5話）
万琴をつけ狙う謎の坊主頭の男。万琴に手を出すな、と浩暉からきつく釘を刺される。その後、窃盗で逮捕されるが警察に浩暉から暴行を受けたと主張する。特殊詐欺グループの一員であり、浩暉がそれを記事にしたことで恨まれてその復讐のために万琴に危害を加えようとしていたという。

中学生
演 - 大倉琉人
百合子の自宅の近隣住民で、事件の夜に黒いレインコートを着た不審な男を目撃した、と語る少年。

#### 第4話
警察官
演 - 藤田啓介
貫路の写真を見せて、彼を知らないか、と通行人に聞き込みする制服警官。

救急隊員
演 - 苗代泰地
東京消防庁の救急隊員。

#### 第5話
店長
演 - 森準人
浩暉がヒカルという源氏名で働いていた歌舞伎町のホストクラブの店長。浩暉が金の亡者であったと揶揄する。

客
演 - しのへけい子
ホストクラブでのヒカルの指名客。浩暉と仲良くなった後に血が欲しいと頼まれたことを万琴に話す。

管理人
演 - 須永千重
浩暉が住んでいる「イズミ荘」の管理人。忘れ物をしたから部屋の鍵を開けて欲しい、と万琴に頼まれる。

ホームレス
演 - 原田文明（第6話）
貫路と仲の良いホームレス。

店主
演 - 藤本悠輔
唯月が映っていた防犯カメラ映像を提供した喫茶店「NAGI COFFEE」の店主。後に浩暉から謝礼金を渡され、唯月が映っていたことを口止めされる。

職員
演 - 仁科咲姫、白井美貴
取り調べを受けたのか、と唯月に尋ねる警視庁の制服職員。松岡が特権階級であることを唯月に話す。

刑事
演 - 掛裕登（第9話）
窃盗で逮捕した被疑者が、浩暉に牛込柳町で暴行を受けたと騒いでいると夏代に報告する。

#### 第6話
池内大穀（いけうち だいき）
演 - 小久保寿人（最終回）
七奈美の夫。
妻と男性が口論していたという目撃証言がDMで送られ、情報提供者と会うところを木下たちが同行取材することを許可する。だが、提供者が現れなかったため、憤慨する様子を撮影されたものを木下が顔出しで放送する。しかし、その映像が切り取られて拡散されたことで、犯人扱いされてしまう。だが、浩暉が出した久美子が10年前に殺害された事件と「ホルスの目殺人事件」に関する記事を出したことで疑惑の目が逸らされた。

スタッフ
演 - BOB（第9話）
夏代が、浩暉が武田を恫喝していた映像と、万琴が唯月に襲われた際の映像の映像解析を依頼した、野田から紹介された民間の映像解析会社のスタッフ。

夏八木晶子
演 - 太田美恵（第8話 - 最終回）
夏代が通っていたおにぎり屋「TEMARU」スタッフ。唯月の母親。

警備員
演 - 田野良樹（第7話）
夏代の遺体を発見する東京中央病院の警備員。

#### 第7話
大和田陸（おおわだ りく）〈17〉
演 - 長野蒼大
夏代の息子。高校3年生。夏代の形見であった自身がアルバイト代で買った腕時計を正聖に渡す。

夏目杏子
演 - 吉田伶香
みくるの母。貫路の愛人。貫路との間にできた娘のみくるを久美子に押し付けていなくなる。

近隣住民
演 - 工藤時子
設楽家の近所の主婦。

#### 第8話
スタッフ
演 - 佐久間悠
万琴が短期間異動したグルメロケ班のスタッフ。

森川十和子（もりかわ とわこ）〈34〉
演 - 上埜すみれ（第9話・最終回）
6月6日にめった刺しされた「ホルスの目殺人事件」被害者。メーカー勤務。祖父母と3人暮らし。一命をとりとめるが襲われた際に頭を打っていたため意識不明の重体となる。その後、意識が戻った後に浩暉が救急車と警察を呼び、止血を懸命にしていたことを警察に話す。

アナウンサー
声 - 忽滑谷こころ（日本テレビアナウンサー、第9話・最終回）
今年の関東甲信地方の梅雨入りは　6月6日ごろと予想されていると報じる。

#### 第9話
ホスト
演 - 佐藤峻輔
浩暉のヒカルという源氏名のホスト時代の先輩ホスト。指名客から金を騙し取ろうとする。

客
演 - 荒井愛花
ホストに金を騙し取られそうになり、浩暉に助けられる客。

救急隊員
演 - 豊田豪
「（森川十和子が）まだ息がある」と報告する。

男子高校生
演 - 中西瞬祐
歩きながらスマホで浩暉の3通目の記事を読む学生。

女子高生
演 - 仁心にこ、細川愛倫
「ホルスの目殺人事件」を真似て目にカラーコンタクトを入れる女子高生とその友人。

アナウンサー
演 - 伊藤遼（日本テレビアナウンサー、最終回）
浩暉が殺人未遂で指名手配されたと報じるアナウンサー。

#### 最終回
検察官
演 - 阪田マサノブ

裁判長
演 - 谷藤太
設楽浩暉被告裁判の裁判長。浩暉に懲役15年を言い渡す。

被害者
演 - 名取えりか
2015年9月21日、唯月に殺害された女性。

警察官
演 - ササキシュン
警察署に夏代が解析していた映像の入ったUSBを届けようとする昇太郎を足止めする警察官。

## スタッフ
- 脚本 - 渡邉真子[1]
- 音楽 - 末廣健一郎[1]
- 主題歌 - WurtS「BEAT」（EMI Records / W's Project）[66]
- 警察監修 - 吉川祐二
- 医療監修 - 中澤暁雄、成川研介、医療法人社団モルゲンロート
- 法律監修 - 川満健太郎
- 演出 - 小室直子、鈴木勇馬[1]
- プロデューサー - 鈴間広枝、能勢荘志、松山雅則[1]
- チーフプロデューサー - 道坂忠久[1]
- 制作協力 - トータルメディアコミュニケーション[1]
- 製作著作 - 日本テレビ[1]

## 放送日程
| 各話                                                         | 放送日  | サブタイトル               | ラテ欄                                                               | 演出     | 視聴率 |
| ------------------------------------------------------------ | ------- | -------------------------- | -------------------------------------------------------------------- | -------- | ------ |
| 第1話                                                        | 4月16日 | 禁断の恋、始まる           | 恋した男は連続殺人鬼!? 疑うか? 信じるのか? 究極の恋愛ミステリー!!    | 小室直子 | 4.5%   |
| 第2話                                                        | 4月23日 | 動き出す恋と、浮上する疑惑 | 惹かれた男は連続殺人鬼!? 動き出す恋心と深まる疑惑…遺族取材の壁と涙   | 小室直子 | 4.1%   |
| 第3話                                                        | 4月30日 | 彼の秘密、彼女の決意       | 彼の過去判明!! 止められない恋 …事件の法則と謎の男の正体が明らかに!!  | 小室直子 |        |
| 第4話                                                        | 5月07日 | 殺人鬼、現る               | 運命の夜…ついに犯人と遭遇!! 愛する彼か!? 絶体絶命!! スクープか死か!? | 鈴木勇馬 |        |
| 第5話                                                        | 5月14日 | 疑惑、深まる               | 愛する彼の異様な素顔が続々… 疑惑深まり彼の部屋へ侵入!! 衝撃のラスト  | 鈴木勇馬 |        |
| 第6話                                                        | 5月21日 | 恋路は、闇に迷う           | 今夜、誰かが命を落とす!! 謎の同棲女登場で泥沼展開…ついに別れの決意   | 小室直子 |        |
| 第7話                                                        | 5月28日 | 謎の女の正体と、覚悟       | 今夜、彼と謎の女の関係判明!! 語られる壮絶な過去と刑事の死の真相とは  | 鈴木勇馬 |        |
| 第8話                                                        | 6月04日 | 殺人鬼、再び               | 疑惑の彼語る“真実”と覚悟!! 運命の恋が一転…殺人現場で地獄の対面!?     | 小室直子 |        |
| 第9話                                                        | 6月11日 | 罪の告白、愛の選択         | 殺人鬼が逃亡!! 動機と家族の秘密とは…!? 最後の殺人 標的は愛する彼女!? | 鈴木勇馬 |        |
| 最終回                                                       | 6月18日 | 真実とは                   | 衝撃と涙の最終回!! 愛する彼は殺人鬼なのか!? 今夜全ての真実が判明!!   | 小室直子 | 4.1％  |
| （視聴率はビデオリサーチ調べ、関東地区・世帯・リアルタイム） |         |                            |                                                                      |          |        |

## Huluオリジナルストーリー
第9話の放送後、Huluにてオリジナルストーリー第1話「真犯人は誰だ!? -キノピー&進藤+唯月の大予想-」を配信。第2話「過去の闇、未来の光 -ある殺人鬼の始まりと、2人の恋の行方-」は地上波本編最終回放送後に配信。

### キャスト（Huluオリジナルストーリー）
- 木下晴道 - 小林虎之介 [72]（1）
- 進藤荒太 - 竹森千人 [72]（1）
- 夏八木唯月 - 望月歩 [72]（1・2）
- 野田昇太郎 - 田中哲司 [72]（1）
- 筒井万琴 - 岸井ゆきの [72]（1・2）
- 夏八木晶子 - 太田美恵 [73]（2）
- 検察官 - 阪田マサノブ [73]（2）
- 裁判長（夏八木唯月被告裁判）- 酒井康行[74]（2）
- 弁護人（夏八木唯月被告裁判）- 東條織江[74]（2）
- 設楽浩暉 - 志尊淳（2）

### スタッフ（Huluオリジナルストーリー）
- 脚本 - 渡邉真子[72]
- 音楽 - 末廣健一郎[72]
- 演出 - 松嵜由衣[72]
- チーフプロデューサー - 道坂忠久[72]
- プロデューサー - 鈴間広枝、能勢荘志、松山雅則[72]
- 制作協力 - トータルメディアコミュニケーション[72]
- 製作著作 - 日本テレビ